# Alvingham
Alvingham is een civil parish in het bestuurlijke gebied East Lindsey, in het Engelse grcivil parishaafschap Lincolnshire. In 2001 telde het dorp 256 inwoners.